# 韋爾比 (科羅拉多州)
韋爾比（英語：Welby）是位於美國科羅拉多州亞當斯縣的一個人口普查指定地區。

## 地理
韋爾比的座標為39°50′50″N 104°57′57″W / 39.84722°N 104.96583°W，而該地最高點為海拔高度1565米（即5135英尺）。

## 人口
根據2010年美國人口普查的數據，韋爾比的面積為9.8平方千米，當中陸地面積為9.6平方千米，而水域面積為0.2平方千米。當地共有人口14846人，而人口密度為每平方千米1,514人。